# Gare de Gladstone
La  gare de Gladstone à Gladstone est desservie par Via Rail Canada. C'est une gare sans personnel. Il y a 3 trains par semaine, dans chaque direction.

## Service des voyageurs

### Accueil
Gare de Via Rail Canada, elle est située sur la Lorne Street à Gladstone. C'est une gare sans personnel de type « poteau indicateur » avec un quai.

## Service des marchandises
Gare du Canadien National avec une voie de service desservant un silo agricole.